# Fälteffekttransistor

JFET; en större motspänning över pn-övergången mellan kanal och gate gör att utarmningsskiktet (grått) blir bredare, så att kanalen (grön) stryps.

Fälteffekttransistor, FET, är en speciell typ av transistor, som finns i två typer: junction FET (JFET) och metalloxid-halvledar-FET (MOSFET). FET-enheter har tre terminaler: source, gate och drain.  
I en fälteffekttransistor styr man mängden elektrisk ström som passerar mellan elektroderna drain och source genom att lägga en elektrisk spänning på den isolerade styret, så kallad styrspänning, och därigenom skapa ett elektriskt fält. Det elektriska fältet styr i sin tur bredden på den kanal i vilken elektronerna (eller hålen) kommer att färdas.
FET-transistorer är också kända som unipolära transistorer eftersom de har drift av en bärvågstyp. Det vill säga att FET:er använder antingen elektroner (n-kanal) eller hål (p-kanal) som laddningsbärare i dess funktion men inte båda. Det finns många olika typer av fälteffekttransistorer. Fälteffekttransistorer uppvisar i allmänhet mycket hög ingångsimpedans vid låga frekvenser. Den mest använda fälteffekttransistorn är MOSFET (metall-oxid-halvledarfälteffekttransistor). 

## Grundläggande information
FET:er kan vara anordningar med majoritetsladdningsbärare, i vilka strömmen till övervägande del bärs av majoritetsbärare, eller anordningar för minoritetsladdningsbärare, i vilka strömmen huvudsakligen beror på ett flöde av minoritetsbärare. Enheten består av en aktiv kanal genom vilken laddningsbärare, elektroner eller hål, strömmar från källan till avloppet. Source- och drain-terminalledare är anslutna till halvledaren via ohmska kontakter. Kanalens ledningsförmåga är en funktion av potentialen som appliceras över gate- och source-terminalerna.
FET:ens tre terminaler är:

Tvärsnitt av en MOSFET av n-typ

1.  source (S), genom vilken bärarna kommer in i kanalen. Konventionellt betecknas ström som kommer in i kanalen vid S med IS.
2.  drain (D), genom vilken bärarna lämnar kanalen. Konventionellt betecknas ström som lämnar kanalen vid D med ID. Drain-to-source-spänningen är VDS.
3.  gate (G), terminalen som modulerar kanalens konduktivitet. Genom att lägga spänning på G kan man styra ID.

## Konstruktion
FET:er kan konstrueras av olika halvledare, av vilka kisel är den absolut vanligaste. De flesta FET:er tillverkas genom att använda konventionella bulkhalvledarbearbetningstekniker, med en enkristallhalvledarskiva som den aktiva regionen eller kanalen.
Bland de mer ovanliga kroppsmaterialen är amorft kisel, polykristallint kisel eller andra amorfa halvledare i tunnfilmstransistorer eller organiska fälteffekttransistorer (OFETs) som är baserade på organiska halvledare. Ofta är OFET-portisolatorer och elektroder också gjorda av organiskt material. Sådana FET:er tillverkas med användning av en mängd olika material som kiselkarbid (SiC), galliumarsenid (GaAs), galliumnitrid (GaN) eller indiumgalliumarsenid (InGaAs).
I juni 2011 meddelade IBM att man framgångsrikt hade använt grafenbaserade FET:er i en integrerad krets. Dessa transistorer har en gränsfrekvens på cirka 2,23 GHz, mycket högre än vanliga kisel-FET:er.

## Typer

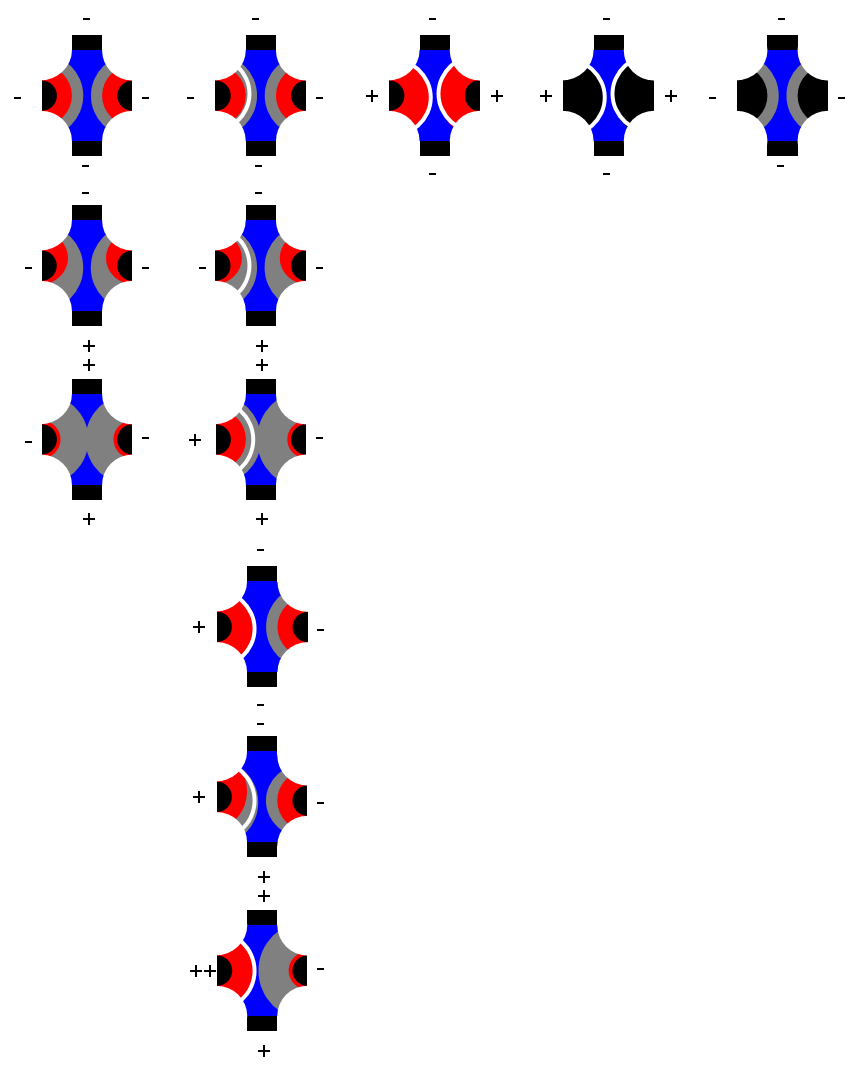
FET:er av utarmningstyp under typiska spänningar: JFET, MOSFET av polysilikon, MOSFET med dubbelgrind, MOSFET med metallgrind, MESFET.
Tömning
Elektroner
Hål
Metall
Isolator
Överst: källa, botten: avlopp, vänster: grind, höger: bulk. Spänningar som leder till kanalbildning visas inte.

Kanalen hos en FET är dopad för att producera antingen en halvledare av n-typ eller en halvledare av p-typ. Dräneringen och källan kan vara dopad av motsatt typ av kanalen, i fallet med förbättringsmod FET, eller dopad av liknande typ till kanalen som i utarmningsmod FET. Fälteffekttransistorer kännetecknas också av metoden för isolering mellan kanal och grind. Typer av FET är:
- MOSFET (metall-oxid-halvledarfälteffekttransistor) använder en isolator (typiskt SiO2) mellan grinden och kroppen. Detta är den absolut vanligaste typen av FET.
  - DGMOSFET (dual-gate MOSFET) eller DGMOS, en MOSFET med två isolerade grindar.
  - IGBT (isolerad-gate bipolär transistor) är en enhet för effektkontroll. Den har en struktur som liknar en MOSFET kopplad till en bipolär-liknande huvudledningskanal. Dessa används vanligtvis för spänningsområdet 200–3000 V dränering-till-källa. Power MOSFETs är fortfarande den valda enheten för dränering-till-källa-spänningar på 1 till 200 V.
  - JLNT (Junctionless nanowire transistor) är en typ av fälteffekttransistor (FET) vars kanal är en eller flera nanotrådar och inte uppvisar någon korsning.
  - MNOS (metall-nitrid-oxid-halvledartransistorn) använder en nitridoxidskiktisolator mellan grinden och kroppen.
  - ISFET (jonkänslig fälteffekttransistor) kan användas för att mäta jonkoncentrationer i en lösning. När jonkoncentrationen (som H+) ändras kommer strömmen genom transistorn att ändras i enlighet med detta.
  - BioFET (Biologically sensitive field-effect transistor) är en klass av sensorer/biosensorer baserade på ISFET-teknologi som används för att detektera laddade molekyler. När en laddad molekyl är närvarande, resulterar förändringar i det elektrostatiska fältet vid BioFET-ytan i en mätbar förändring i strömmen genom transistorn. Dessa omfattar enzymmodifierade FETs (EnFETs), immunologiskt modifierade FETs (ImmunoFETs), genmodifierade FETs (GenFETs), DNAFETs, cellbaserade BioFETs (CPFETs), beetle/chip FETs (BeetleFETs) och FETs baserade på jon-kanaler/proteinbindning.[6]
  - DNAFET (DNA-fälteffekttransistor) är en specialiserad FET som fungerar som en biosensor genom att använda en grind gjord av enkelsträngade DNA-molekyler för att detektera matchande DNA-strängar.
  - finFET, inklusive GAAFET eller gate-all-around FET, som används på processorchips med hög densitet.
- JFET (övergångsfälteffekttransistor) använder en omvänd förspänd p–n-övergång för att separera grinden från kroppen.
  - Den statiska induktionstransistorn (SIT) är en typ av JFET med en kort kanal.
- DEPFET är en FET bildad i ett helt utarmat substrat och fungerar som en sensor, förstärkare och minnesnod samtidigt. Den kan användas som en bildsensor (foton).
- FREDFET (snabb-omvänd eller snabb återhämtning av epitaxialdiod FET) är en specialiserad FET utformad för att ge en mycket snabb återhämtning (avstängning) av kroppsdioden, vilket gör den bekväm för att driva induktiva belastningar som elektriska motorer, speciellt medeldrivna borstlösa DC-motorer.
- HIGFET (heterostructure insulated-gate field-effect transistor) används främst inom forskning.[7]
- MODFET (modulationsdopad fälteffekttransistor) är en transistor med hög elektronmobilitet som använder en kvantbrunnsstruktur bildad av graderad dopning av det aktiva området.
- TFET (tunnel field-effect transistor) är baserad på band-till-band tunneling.[8]
- TQFET (topologisk kvantfälteffekttransistor) växlar ett 2D-material från avledningsfri topologisk isolator ('på'-tillstånd) till konventionell isolator ('av'-tillstånd) med hjälp av ett applicerat elektriskt fält.[9]
- HEMT (high-electron-mobility transistor), även kallad HFET (heterostructure FET), kan tillverkas med hjälp av bandgap engineering i en ternär halvledare som AlGaAs. Det helt utarmade materialet med bredbandsgap bildar isoleringen mellan grinden och kroppen.
- MESFET (metall–halvledarfälteffekttransistor) ersätter p–n-övergången för JFET med en Schottky-barriär och används i GaAs och andra III-V-halvledarmaterial.
- NOMFET är en nanopartikel organisk minnesfälteffekttransistor.[10]
- GNRFET (grafen nanorribbon field-effect transistor) använder ett grafen nanorribbon för sin kanal.[11]
- VeSFET (vertical-slit field-effect transistor) är en fyrkantsformad junctionless FET med en smal slits som förbinder emittern och drain i motsatta hörn. Två grindar upptar de andra hörnen och styr strömmen genom slitsen.[12]
- CNTFET ( kolnanorörsfälteffekttransistor ).
- OFET (organisk fälteffekttransistor) använder en organisk halvledare i sin kanal.
- QFET (quantum field effect transistor) drar fördel av quantum tunneling för att kraftigt öka hastigheten på transistordriften genom att eliminera den traditionella transistorns elektronledningsområde.
- SB-FET (Schottky-barriärfälteffekttransistor) är en fälteffekttransistor med metalliska source- och drain-kontaktelektroder, som skapar Schottky-barriärer vid både emitter-kanal- och drain-kanalgränssnitten.[13][14]
- GFET är en mycket känslig grafenbaserad fälteffekttransistor som används som biosensorer och kemiska sensorer. På grund av den tvådimensionella strukturen hos grafen, tillsammans med dess fysiska egenskaper, erbjuder GFET ökad känslighet och minskade fall av "falska positiva" i avkänningsapplikationer.[15]
- Fe FET använder en ferroelektrisk mellan grinden, vilket gör att transistorn kan behålla sitt tillstånd i frånvaro av bias - sådana enheter kan användas som icke-flyktigt datorminne.
- VTFET, eller Vertical-Transport Field-Effect Transistor, IBMs 2021 modifiering av finFET för att tillåta högre densitet och lägre effekt.[16]